# NGC 918
NGC 918 é uma galáxia espiral barrada (SBc) localizada na direcção da constelação de Aries. Possui uma declinação de +18° 29' 45" e uma ascensão recta de 2 horas, 25 minutos e 50,8 segundos.
A galáxia NGC 918 foi descoberta em 11 de Janeiro de 1831 por John Herschel.